# Rioz
Rioz – miejscowość i gmina we Francji, w regionie Burgundia-Franche-Comté, w departamencie Górna Saona.
Według danych na rok 1990 gminę zamieszkiwały 883 osoby, a gęstość zaludnienia wynosiła 51 osób/km² (wśród 1786 gmin Franche-Comté Rioz plasuje się na 190. miejscu pod względem liczby ludności, natomiast pod względem powierzchni na miejscu 147.).